# مردی که ملکه خواهد شد
مردی که ملکه خواهد شد: علم عطف جنسیت و تراجنسی (به انگلیسی: The Man Who Would Be Queen: The Science of Gender-Bending and Transsexualism) کتابی است نوشته مایکل بیلی در سال ۲۰۰۳ که توسط انتشارات جوزف هنری پرس پخش شده‌است.
بخش اول این کتاب در مورد رفتارهای غیرمعمول جنسیتی و اختلال هویت جنسیتی در کودکان آغاز می‌شود. بخش دوم به ارتباط میان اختلال هویت جنسیتی و پس از آن رفتارهای همجنس‌گرایانه می‌پردازد. بایلی به بررسی شواهدی می‌پردازد که بیان می‌کند همجنس‌گرایی طبیعی و مادرزادی است (مانند عوامل ژنتیکی و محیطی) و دربارهٔ بعضی کلیشه‌های مربوط به همجنس‌گرایان بحث و صحبت می‌کند. در بخش سوم این کتاب دربارهٔ نوع‌شناسی روانشناختی ترنس‌های زن بحث می‌شود و بیان می‌کند دو نوع تراجنسی زن وجود دارد: یکی آن دسته که وی آن‌ها را نوع شدیدی هم‌جنس‌گرایی توصیف می‌کند و دسته‌ای دیگر که تمایل شدید به داشتن جسم زنانه دارند که آن‌ها را autogynephilia نام گذاری کرد.
این کتاب باعث هیاهوی قابل توجهی شد و باعث شد دانشگاه نورت وسترن یک تحقیق رسمی برای ادعای این کتاب انجام دهد و بیلی تا مدت کوتاهی قبل از اعلام نتیجه تحقیق رئیس گروه روانشناسی بود و قبل از رسیدن به نتیجه تحقیق از این سمت برکنار شد. سخنگوی دانشگاه نورت وسترن بیان می‌کند کناره‌گیری بیلی از ریاست این گروه هیچ ارتباطی به تحقیقات نداشته‌است. بیلی خود می‌گوید برخی از منتقدان تلاش زیادی برای سرکوب نظریه autogynephilia در کتاب کردند.

## خلاصه
کتاب مردی ملکه خواهد بود به سه بخش تقسیم می‌شود: پسری که پرنسس خواهد بود، مردی که شاید بتواند و زنی که زمانی پسر بود.
این کتاب با یک داستان شروع می‌شود داستان فردی که بیلی او را دنی صدا می‌کند. مادر دنی رفتارهای زنانه را در پسرش مشاهده می‌کند و از مراجعه به مددکاران و مشاوران ناامید شده‌است. بیلی شخصی به نام Kenneth Zucker را معرفی می‌کند که با کودکانی سروکار دارد که رفتارهای جنسیتی غیر معمولی دارند. بیلی با استفاده از داستان دنی سعی می‌کند اختلال هویت جنسیتی را تشریح کند، مردانی که رفتار زنانه دارند و زنانی با رفتار مردانه مانند مبدل‌پوشان. این قسمت از کتاب پسرانی را به نوشتار می‌اورد که با عروسک بازی می‌کنند و رفتاری مانند دختران دارند یا دخترانی که با اسباب بازی‌های پسرانه بازی می‌کنند و رفتاری پسرانه دارند.
بخش دوم این کتاب عمدتاً مربوط به همجنس‌گرایان است و حدس و گمان دربارهٔ رابطه بین اختلال هویت جنسیتی در کودکی و همجنسگرایی در ادامه زندگی. بیلی در این بخش این بحث را باز می‌کند که آیا همجنسگرایی یک پدیده مادرزادی است یا ممکن است ژنتیکی باشد. بیلی در این بخش از مطالعات خود و یافته‌های یک عصب‌شناس به نام Simon LeVay و یک متخصص ژنتیک به نام Dean Hamer استفاده کرد.
در بخش سوم این کتاب بیلی اقدام به خلاصه سازی طبقه‌بندی تراجنسی‌های زن می‌کند که ray Blanchard پانزده سال پیش‌تر آن را انجام داده بود. بر طبق نظریه بلانچارد دو نوع تراجنسی زن وجود دارد، یک دسته کسانی که شکل افراطی و شدید همجنس‌گرایی هستند و دسته دیگر کسانی که علاقه شدیدی به بودن در جسم زنانه (autogynephilia)دارند.
در صفحه پایانی این کتاب بیلی با دنی ملاقات می‌کند و دنی دیگر دچار اختلال هویت جنسیتی نیست، بلکه یک همجنس‌گرای مرد است.